# Hotel Transilvanija
Hotel Transilvanija (engl. Hotel Transylvania) je američki animirani film iz 2012. godine, kojeg je producirao Sony Pictures Animation. Drugi film je stigao u 2015., treći u 2018.

## Sažetak
Dobro došli u Hotel Transilvaniju, Drakulin raskošan rezort s 5 zvjezdica gdje sva čudovišta i njihove obitelji mogu mirno živjeti, slobodni od doticaja s ljudskim svijetom. No, evo jedne malo poznate činjenice o Drakuli: on ne samo da je Princ tame, nego je i otac. Pokušavajući zaštititi svoju kćerku Maju, Drakula izmišlja priče o raznim opasnostima kako bi je odvratio od njezinog pustolovnog duha. Kao raj za Maju, on otvara Hotel Transilvaniju, gdje njegova kći i neki od svjetski najpoznatijih čudoviša Frankenstein i njegova nevjesta, Mumija, Nevidljivi čovjek, čopor vukodlaka i ostali mogu uživati u miru i sigurnosti. Za Drakulu nije nikakav problem ugostiti sva ta legendarna čudovišta… Ali, cijeli taj svijet bi mogao biti uništen nakon što jedan običan mladić naiđe na hotel i baci oko na Maju.

## Glasovi
| Ime              | Engleska inačica | Hrvatska inačica  |
| ---------------- | ---------------- | ----------------- |
| Drakula          | Adam Sandler     | Dražen Čuček      |
| Smanjena glava   | Jim Wise         | Ana Begić         |
| Ecija            | Fran Drescher    | Mila Elegović     |
| Ivica            | Andy Samberg     | Jan Kerekeš       |
| Frank            | Kevin James      | Goran Grgić       |
| Vuco             | Steve Buscemi    | Nenad Cvetko      |
| Maja             | Selena Gomez     | Iva Šulentić      |
| Mumi             | Ceelo Green      | Robert Ugrina     |
| Quasimodo        | Jon Lovitz       | Ozren Grabarić    |
| Zraki            | David Spade      | Janko Rakoš       |
| Oklop            | Brian George     | Branko Smiljanić  |
| Vanda            | Molly Shannon    | Marija Škaričić   |
| Vokalni umjetnik |                  | Nikola Marjanović |
| Komarac          | Chris Parnell    | Robert Šantek     |

Ostali glasovi: 
- Ranko Tihomirović
- Dražen Bratulić
- Branko Smiljanić
- Roman Wagner
- Marko Movre
- Zrinka Antičević
- Ivana Vlkov Wagner
- Eva Japundžić

- Sinkronizacija: Livada Produkcija
- Redateljica dijaloga: Ivana Vlkov Wagner
- Prepjev pjesama i prijevod dijaloga: Anja Maksić Japundžić